# いわき駅ビル
いわき駅ビルは、福島県いわき市のいわき駅にあった駅ビル。株式会社アトレが経営し、水戸ステーション開発株式会社が運営していた。駅南口再開発計画により2020年8月31日をもって一時閉店。その後、2023年1月15日に増床した上でS-PALいわき（仙台ターミナルビルが運営）として営業を再開した。過去にいわき中央ステーションビル株式会社が運営していた旧駅ビル「ヤンヤン」についても合わせて記述する。

## 施設概要
2009年6月19日オープン。地上4階建てで旧駅ビルのヤンヤンと比べると小さな駅ビルとなったが、これは商業施設等の機能の大半をヤンヤン閉店の約1ヵ月後の2007年10月にオープンした駅前再開発ビルの「ラトブ」が担っているためである。いわき駅ビルは土産物屋や飲食店などを中心に運営されており、生鮮食品や衣類、書籍といった物品はラトブに頼ることとなる。

## フロア案内
- 4階 飲食店・カフェ・携帯ショップなど
- 3階 土産物・菓子・コンビニ・宝くじ売り場など
- 2階 事務所
- 1階 レンタカー・ファーストフード・飲食店など

## 主なテナント
- ドトールコーヒー 4階
- 半田屋 4階
- みよし 3階
- 三万石 3階
- セブン-イレブンいわき駅南口店 3階
- ジェイアール東日本レンタリース 1階

など。

## ヤンヤン

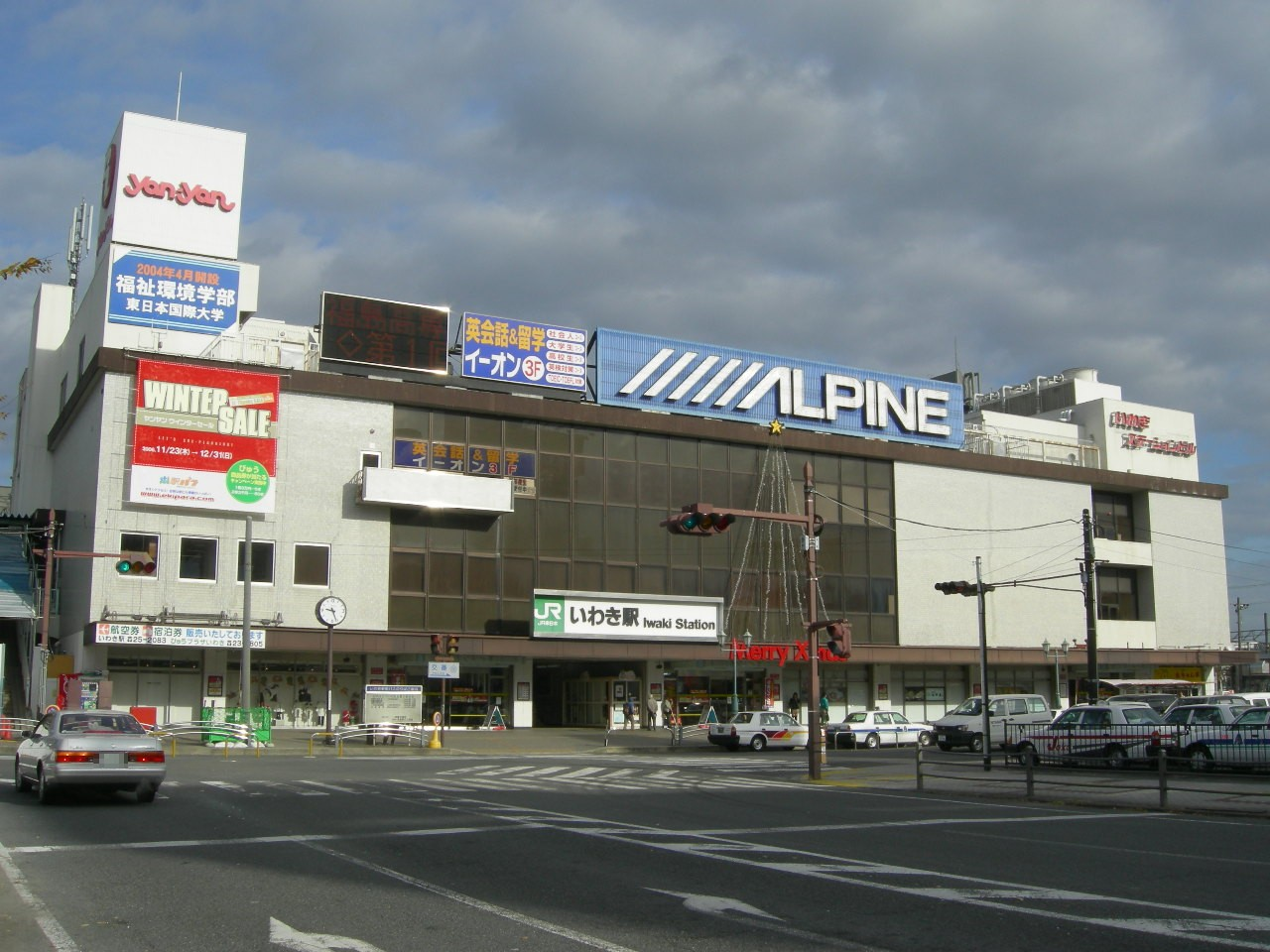
ヤンヤン外観（2006年）

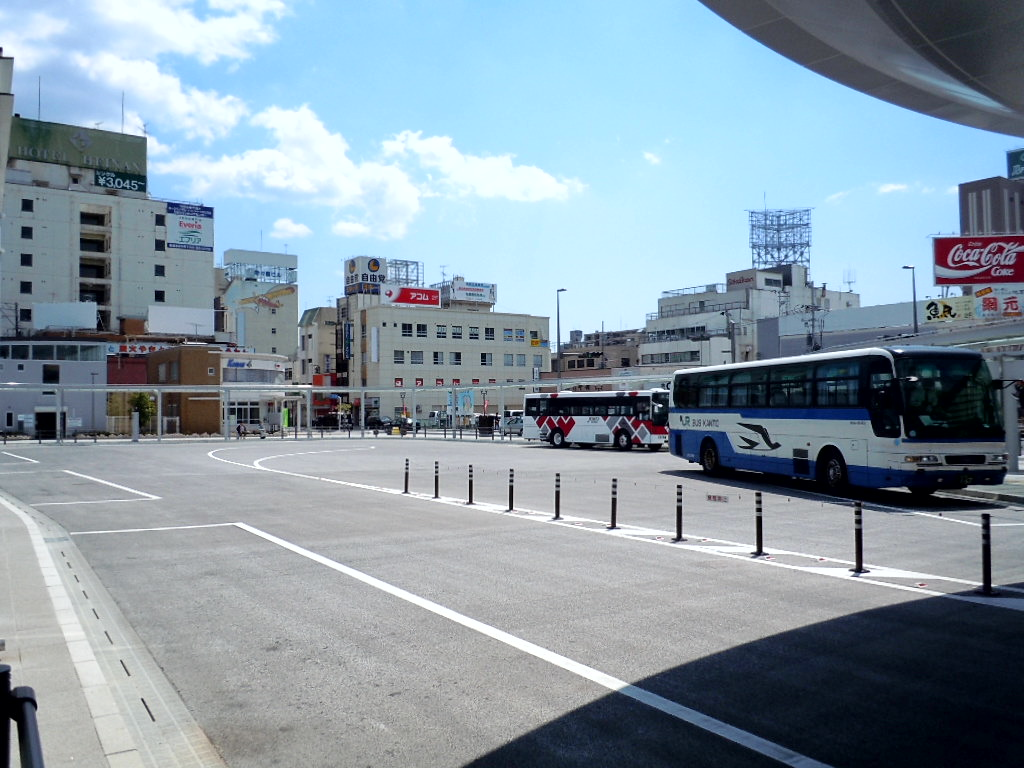
ヤンヤン跡地のバスターミナル（2010年）

ヤンヤンはいわき駅ビルが2009年6月にオープンする以前にいわき駅の駅ビルとして存在していた商業施設である。運営はいわき中央ステーションビル株式会社で、1973年7月27日にオープン。開業当時はいわき駅ではなく「平駅」であった。施設名の由来はヤング・ヤングをもじったものである。2007年9月30日にいわき駅前再開発事業により閉店。34年の歴史に幕を閉じた。現在駅ビルは解体され、跡地はいわき駅前バスターミナルとして生まれ変わった。